# Élections sénatoriales de 2023 dans les Yvelines
Les élections sénatoriales de 2023 dans les  Yvelines ont lieu le 24 septembre 2023 afin d'élire les sénateurs du département pour un mandat de six ans.
Le président du Sénat, Gérard Larcher, tête de liste, est candidat à sa réélection. Sa liste LR-UDI-DVD remporte une majorité absolue des voix.

## Contexte

### Rappel des résultats de 2017
Lors des élections sénatoriales de 2017 dans les Yvelines, la liste Les Républicains portée par Gérard Larcher l'emporte avec 57,94 % des voix. La liste La République en marche menée par Martin Lévrier arrive en seconde position avec 12,59 % des voix. Par conséquent six sénateurs sont élus selon un mode de scrutin proportionnel.

### Sénateurs sortants
| Sénateur | Sénateur        | Parti | Fonctions lors de l'élection en 2017                      |
| -------- | --------------- | ----- | --------------------------------------------------------- |
|          | Martin Lévrier  | RE    | Conseiller municipal de Versailles                        |
|          | Michel Laugier  | UDI   | Conseiller départemental, maire de Montigny-le-Bretonneux |
|          | Gérard Larcher  | LR    | Sénateur sortant, président du Sénat                      |
|          | Sophie Primas   | LR    | Sénatrice sortante, maire d'Aubergenville                 |
|          | Toine Bourrat   | LR    | Maire de Saint-Rémy-l'Honoré                              |
|          | Marta de Cidrac | LR    | Adjointe au maire de Saint-Germain-en-Laye                |

## Candidats
8 listes sont officiellement déposées :
| Liste | Liste                                              | Partis          | Nuance | Tête de liste    |
| ----- | -------------------------------------------------- | --------------- | ------ | ---------------- |
|       | Au service des communes pour défendre les Yvelines | RN              | RN     | Laurent Morin    |
|       | Ensemble, agir pour les Yvelines                   | RE-MoDem-HOR    | REN    | Martin Lévrier   |
|       | Ensemble, ayons des projets d'avenir !             | ECO             | ECO    | Naïma Moghir     |
|       | Fiers de nos territoires                           | DLF             | DVD    | Olivier Gallant  |
|       | Servir les élus - servir les territoires           | HOR-DVD         | DVC    | Hervé Charnallet |
|       | Une équipe pour les Yvelines                       | LR-UDI-DVD      | LUD    | Gérard Larcher   |
|       | Une nouvelle voix pour les Yvelines                | EELV-PS-PCF-G.s | LUG    | Ghislaine Senée  |
|       | Yvelines, Union populaire écologique et sociale    | LFI             | LFI    | Sébastien Ramage |

### Liste Rassemblement national conduite par Laurent Morin
| N° | Candidats | Candidats            | Parti | Nuance | Principales fonctions                                        |
| -- | --------- | -------------------- | ----- | ------ | ------------------------------------------------------------ |
| 01 |           | Laurent Morin        | RN    | RN     | Conseiller régional, conseiller municipal de Mantes-la-Ville |
| 02 |           | Anne Jacqmin         | RN    | RN     | Conseillère municipale de Versailles                         |
| 03 |           | Cyril Nauth          | RN    | RN     | Conseiller régional, conseiller municipal de Mantes-la-Ville |
| 04 |           | Emmanuelle Fortin    | RN    | RN     |                                                              |
| 05 |           | Pierre-Yves Pinchaux | RN    | RN     | Conseiller municipal de Mézières-sur-Seine                   |
| 06 |           | Sophie Lelandais     | RN    | RN     |                                                              |
|    |           |                      |       |        |                                                              |
| 07 |           | Thomas du Chalard    | RN    | RN     |                                                              |
| 08 |           | Mathilde Androuët    | RN    | RN     | Députée européenne                                           |

### Liste Ensemble conduite par Martin Lévrier
| N° | Candidats | Candidats             | Parti | Nuance | Principales fonctions                       |
| -- | --------- | --------------------- | ----- | ------ | ------------------------------------------- |
| 01 |           | Martin Lévrier        | RE    | REN    | Sénateur sortant                            |
| 02 |           | Anne Grignon          | MoDem | MDM    | Maire de Lévis-Saint-Nom                    |
| 03 |           | Bruno Coradetti       | HOR   | HOR    | Maire du Vésinet                            |
| 04 |           | Eva Roussel           | RE    | REN    | Adjointe au maire de Villepreux             |
| 05 |           | Franck Fontaine       | MoDem | MDM    | Maire de Mézières-sur-Seine                 |
| 06 |           | Joëlle Rollin         |       | DVC    | Maire de Blaru                              |
|    |           |                       |       |        |                                             |
| 07 |           | Julien Chambon        | RE    | REN    | Conseiller départemental, maire de Houilles |
| 08 |           | Catherine Njock Batha |       | DVC    | Adjointe au maire de Carrières-sous-Poissy  |

### Liste Écologiste conduite par Naïma Moghir
| N° | Candidats | Candidats             | Parti | Nuance | Principales fonctions |
| -- | --------- | --------------------- | ----- | ------ | --------------------- |
| 01 |           | Naïma Moghir          | EEE   | ECO    |                       |
| 02 |           | Jonathan Theobald     | EEE   | ECO    |                       |
| 03 |           | Rim El Bekkaoui       | EEE   | ECO    |                       |
| 04 |           | Abdelilah El Hairy    | EEE   | ECO    |                       |
| 05 |           | Fatima Baybane        | EEE   | ECO    |                       |
| 06 |           | François Dossa        | EEE   | ECO    |                       |
|    |           |                       |       |        |                       |
| 07 |           | Alphonsine Mikouisa   | EEE   | ECO    |                       |
| 08 |           | Jean-Pierre Douillard | EEE   | ECO    |                       |

### Liste Divers droite conduite par Olivier Gallant
| N° | Candidat | Candidat                | Parti | Nuance | Principales fonctions |
| -- | -------- | ----------------------- | ----- | ------ | --------------------- |
| 01 |          | Olivier Gallant         | DLF   | DLF    |                       |
| 02 |          | Souad Boulfoul          | DLF   | DLF    |                       |
| 03 |          | Alexandre Lahaye        | DLF   | DLF    |                       |
| 04 |          | Julie L'heraux          | DLF   | DLF    |                       |
| 05 |          | Naji Debache            | DLF   | DLF    |                       |
| 06 |          | Stéphanie Gentelle-Giry | DLF   | DLF    |                       |
|    |          |                         |       |        |                       |
| 07 |          | Thomas Eskenazi         | DLF   | DLF    |                       |
| 08 |          | Claire Coueignas        | DLF   | DLF    |                       |

### Liste Divers centre conduite par Hervé Charnallet
| N° | Candidats | Candidats            | Parti | Nuance | Principales fonctions                         |
| -- | --------- | -------------------- | ----- | ------ | --------------------------------------------- |
| 01 |           | Hervé Charnallet     | HOR   | DVC    | Maire d'Orgeval                               |
| 02 |           | Annick Bouquet       | HOR   | DVC    | Adjointe au maire de Versailles               |
| 03 |           | Christophe Bellenger | HOR   | DVC    | Adjoint au maire de Plaisir                   |
| 04 |           | Katia Lefeuvre       | HOR   | DVC    | Conseillère municipale de Villennes-sur-Seine |
| 05 |           | Damien Guibout       | HOR   | DVC    | Maire de Davron                               |
| 06 |           | Véronique Houillier  | HOR   | DVC    | Maire des Alluets-le-Roi                      |
|    |           |                      |       |        |                                               |
| 07 |           | Eric Vibert          | HOR   | DVC    |                                               |
| 08 |           | Evelyne Placet       |       | DVC    | Maire de Guerville                            |

### Liste Union de la droite conduite par Gérard Larcher
| N° | Candidats | Candidats            | Parti | Nuance | Principales fonctions                                               |
| -- | --------- | -------------------- | ----- | ------ | ------------------------------------------------------------------- |
| 01 |           | Gérard Larcher       | LR    | LR     | Sénateur sortant, président du Sénat                                |
| 02 |           | Sophie Primas        | LR    | LR     | Sénatrice sortante, conseillère municipale d'Aubergenville          |
| 03 |           | Michel Laugier       | UDI   | UDI    | Sénateur sortant                                                    |
| 04 |           | Marta de Cidrac      | LR    | LR     | Sénatrice sortante, conseillère municipale de Saint-Germain-en-Laye |
| 05 |           | Éric Dumoulin        | LR    | DVD    | Conseiller départemental, maire de Chatou                           |
| 06 |           | Toine Bourrat        | LR    | LR     | Sénatrice sortante, conseillère municipale de Saint-Rémy-l'Honoré   |
|    |           |                      |       |        |                                                                     |
| 07 |           | François de Mazières |       | DVD    | Maire de Versailles                                                 |
| 08 |           | Cécile Debon         |       | DVD    | Maire de Moisson                                                    |

### Liste Union de la gauche conduite par Ghislaine Senée
| N° | Candidats | Candidats                | Parti | Nuance | Principales fonctions                      |
| -- | --------- | ------------------------ | ----- | ------ | ------------------------------------------ |
| 01 |           | Ghislaine Senée          | EELV  | VEC    | Conseillère régionale                      |
| 02 |           | Nicolas Ljubenovic       | PS    | SOC    | Conseiller municipal de Maisons-Laffitte   |
| 03 |           | Nelly Dutu               | PCF   | COM    | Conseillère municipale de La Verrière      |
| 04 |           | Lionel Giraud            |       | DVG    | Maire d'Issou                              |
| 05 |           | Isabelle Amaglio-Térisse | LRDG  | RDG    | Conseillère municipale de Sartrouville     |
| 06 |           | Ali Rabeh                | G.s   | DVG    | Maire de Trappes                           |
|    |           |                          |       |        |                                            |
| 07 |           | Annie Lonjon Rozière     | PS    | SOC    | Adjointe au maire de Carrières-sous-Poissy |
| 08 |           | Lionel Wastl             | EELV  | VEC    | Maire d'Andrésy                            |

### Liste La France Insoumise conduite par Sébastien Ramage
| N° | Candidats | Candidats          | Parti  | Nuance | Principales fonctions                     |
| -- | --------- | ------------------ | ------ | ------ | ----------------------------------------- |
| 01 |           | Sébastien Ramage   | LFI    | FI     | Conseiller municipal de Guyancourt        |
| 02 |           | Catherine Lasserre | LFI-PG | DVG    |                                           |
| 03 |           | Guillaume Quintin  | LFI    | FI     | Conseiller municipal de Guerville         |
| 04 |           | Louise Brody       | LFI    | FI     |                                           |
| 05 |           | Hamza Sakat        | LFI    | FI     |                                           |
| 06 |           | Manon Coleou       | PG     | DVG    |                                           |
|    |           |                    |        |        |                                           |
| 07 |           | Denis Guyard       | LFI    | FI     | Conseiller municipal de Magny-les-Hameaux |
| 08 |           | Gina Okmen         | LFI    | FI     |                                           |

## Résultats
| Tête de liste                                      | Tête de liste            | Liste                                             | Voix  | %     | Sièges | +/-           |
| -------------------------------------------------- | ------------------------ | ------------------------------------------------- | ----- | ----- | ------ | ------------- |
|                                                    | Gérard Larcher           | Union de la droite (LR - UDI)                     | 1 634 | 57,88 | 4      | 1             |
| Une équipe pour toutes les Yvelines                |                          |                                                   | 1 634 | 57,88 | 4      | 1             |
|                                                    | Martin Lévrier           | Ensemble (RE - MoDem - HOR)                       | 421   | 14,91 | 1      | en stagnation |
| Ensemble, Agir pour les Yvelines                   |                          |                                                   | 421   | 14,91 | 1      | en stagnation |
|                                                    | Ghislaine Senée          | Union de la gauche (EELV - PS - PCF - LRDG - G.s) | 375   | 13,28 | 1      | 1             |
| Une nouvelle voix pour les Yvelines                |                          |                                                   | 375   | 13,28 | 1      | 1             |
|                                                    | Laurent Morin            | Rassemblement national                            | 167   | 5,92  | 0      | en stagnation |
| Au service des communes pour défendre les Yvelines |                          |                                                   | 167   | 5,92  | 0      | en stagnation |
|                                                    | Sébastien Ramage         | La France insoumise                               | 86    | 3,05  | 0      | Nv.           |
| Yvelines, Union populaire écologique et sociale    |                          |                                                   | 86    | 3,05  | 0      | Nv.           |
|                                                    | Hervé Charnallet         | Divers centre (HOR)                               | 78    | 2,76  | 0      | Nv.           |
| Servir les Elus - Servir les Territoires           |                          |                                                   | 78    | 2,76  | 0      | Nv.           |
|                                                    | Naïma Moghir             | Écologiste (EEE)                                  | 41    | 1,45  | 0      | Nv.           |
| Ensemble, ayons des projets d’avenir               |                          |                                                   | 41    | 1,45  | 0      | Nv.           |
|                                                    | Olivier Gallant          | Divers droite (DLF)                               | 21    | 0,74  | 0      | Nv.           |
| Fiers de nos territoires                           |                          |                                                   | 21    | 0,74  | 0      | Nv.           |
|                                                    |                          |                                                   |       |       |        |               |
| Suffrages exprimés                                 | Suffrages exprimés       | Suffrages exprimés                                | 2823  | 98,40 |        |               |
| Votes invalides                                    | Votes invalides          | Votes invalides                                   | 15    | 0,52  |        |               |
| Votes blancs                                       | Votes blancs             | Votes blancs                                      | 31    | 1,08  |        |               |
| Total                                              | Total                    | Total                                             | 2869  | 100   | 6      | en stagnation |
| Abstention                                         | Abstention               | Abstention                                        | 64    | 2,18  |        |               |
| Inscrits / participation                           | Inscrits / participation | Inscrits / participation                          | 2 936 | 97,82 |        |               |